# トニー・タッブス
トニー・タッブス（Tony Tubbs、1958年2月15日 - ）は、アメリカ合衆国の男性プロボクサー。オハイオ州シンシナティ出身。元WBA世界ヘビー級王者。

## 来歴
アマチュアで240勝13敗の記録を残しプロへ転向。
1980年6月14日、プロデビュー。
1985年4月29日、グレグ・ペイジに判定勝ちし、WBA世界ヘビー級王座を獲得するとともに、プロデビューからの連勝を21とした。
1986年1月17日、ティム・ウィザスプーンに判定負けし、王座から陥落するとともに、プロ初黒星を喫した。
1988年3月21日、東京ドームでマイク・タイソンの持つWBA・WBC・IBF統一世界ヘビー級タイトルに挑戦するが、2ラウンドKO負け。
1989年11月21日、オーリン・ノリスに判定勝ちするが、薬物検査でコカインが検出。試合結果がノーコンテストへ変更となる。
2006年11月4日の試合を最後に引退した。

## 引退後
コカイン関連や養育費の滞納で何度か服役。
2009年、コカイン所持で有罪判決が下される。